# Velfi
Velfi fou una marca catalana de ciclomotors i escúters, fabricats a Barcelona entre 1955 i 1960 per dos mecànics de motors dièsel de cognoms Belart i Fibla. Es comercialitzaren també amb les marques Belart, Belfi, Fibla, Camello i Gacela.
Els ciclomotors Velfi es muntaven amb bastidors de xapa estampada fabricats per Dunjó, instal·lant-se'ls el motor al costat esquerre de la roda posterior, a l'alçada de l'eix. Més endavant es va mirar de produir un model amb xassís tubular i un escúter amb motor de 75 cc, inspirat en la Vespa.